# Daniel Boëthius
Daniel Boëthius (Västerås, 4 ottobre 1751 – Uppsala, 10 marzo 1810) è stato un filosofo svedese, eminente nell'ambito della filosofia del diritto.
Introdusse la filosofia di Kant in Svezia. Non fu ignaro delle opere di Herbart, successore di Kant all'Università di Königsberg, le quali influirono sul suo pensiero pedagogico.
Nel 1782 diede alle stampe il volume intitolato Utkast till föreläsningar i den naturliga sedoläran, che adottò per diversi anni per le sue lezioni pubbliche e che fu il primo manuale universitario di filosofia in lingua svedese.

## Biografia
Daniel Boëthius era figlio di Jacob Boëthius (1716–1781), pastore della parrocchia di Grangärde, nella diocesi di Västerås, e di sua moglie Christina Elisabeth Fahlsten (1725–1806). Studiò all'Università di Uppsala e, otto anni più tardi, conseguì il Master of Philosophy.
Nel 1775 fu nominato professore associato e, nel 1783, professore di filosofia pratica a Uppsala, quindi presbitero in Danimarca, nonché dottore in teologia. Nel 1787 sposò Hedvig Sophia Runeberg.
Boëthius è considerato uno dei più grandi filosofi svedesi. I suoi contributi spaziano dalla filosofia del diritto all'etica, dalla teologia alla pedagogia. Rappresentò un'autorità per Christopher Jacob Boström, Samuel Grubbe ed Erik Gustaf Geijer, tra gli altri.
I primi scritti sono caratterizzati da un'impronta empirista, fortemente influenzata da John Locke e dal dibattito sui diritti naturali. Boëthius abbandonò presto l'empirismo per prendere maggiormente in considerazione l'immagine di Dio e l'etica di Kant e Fichte. Per il resto della sua vita si rapportò alla visione di Kant della natura umana. La visione dell'uomo di Boëthius era individualistica e positiva, credeva in una moralità di origine divina, diretta dalla ragione e perciò universale. Nel 1797 tradusse la Grundlegung zur Metaphysik der Sitten di Kant nella svedese Grundläggning, till metaphysiken för seder.
Daniel Boëthius è sepolto nel vecchio cimitero di Uppsala.

## Opere
- Utkast till föreläsningar i den naturliga sedoläran (1782)
- Stycken till befrämjande af rätta begrep om philosophien (1794)
- Försök til en lärobok uti naturrätten (1799)
- Anvisning til sedeläran såsom vetenskap (1807)